# ام‌آی-۱۳ (کمیک)
ام‌آی-۱۳ یک سازمان اطلاعاتی بریتانیایی تخیلی در سری کتاب‌های کامیک انتشارات مارول کامیکس می‌باشد. این سازمان که مقرش وایت‌هال لندن است، اولین بار در اکسکالیبر سری اول شماره ۱۰۱ام (۱۹۹۶) به وسیله وارن الیس، کریس کلرمونت و مارک بگلی ساخته شد.
این سازمان برای ده سال و تا قبل از اکسکالیبر جدید شماره اول (۲۰۰۶)، تنها دپارتمان نامیده می‌شد. البته به ام‌آی-۱۳، سازمان خارق‌العادهٔ اطلاعاتی نیز گفته می‌شود.
ام‌آی-۱۳ در اصل زیر نظر سر مورتیمور گریمزدیل، رئیس کمیته اطلاعات مشترک، در دنیای مارول فعالیت می‌کرد. بعد از آنکه مشخص شد ولی با یک اسکرول عوض شده، ام‌آی-۱۳ بیشتر خودمختار شده و لیس هانتر ریاست آن را بر عهده گرفت. دیگر فرماندهان ام‌آی-۱۳، کلیو رستون از رتبه امپراتوری بریتانیا و مدیر ام‌آی۶ و آنابل وارنر، مدیر جدید ام‌آی۵ می‌باشند.